# Pic de Montmalús
Pic de Montmalús är en bergstopp i Andorra. Den ligger i parroquian Encamp, i den sydöstra delen av landet. Toppen på Pic de Montmalús är 2 791 meter över havet.
Den högsta punkten i närheten är 2 841 meter över havet, 1,8 kilometer väster om Pic de Montmalús.
Trakten runt Pic de Montmalús består i huvudsak av kala bergstoppar och gräsmarker.